# Peter Raabe
Peter Raabe (Frankfurt de l'Oder, 27 de novembre de 1872 - 12 d'abril de 1945, Weimar) fou un compositor i musicògraf alemany i nazi convençut.
Va estudiar a l'Acadèmia Reial de Música de Berlín, i a partir del 1894 va ser director d'orquestra a diverses poblacions alemanyes. Va ser nomenat el 1899 primer director d'orquestra de l'Òpera d'Amsterdam. De 1903 a 1906 dirigí l'orquestra Kaim de Múnic i Mannheim, i des del 1907 s'encarregà de la direcció de la capella de la cort de Weimar.

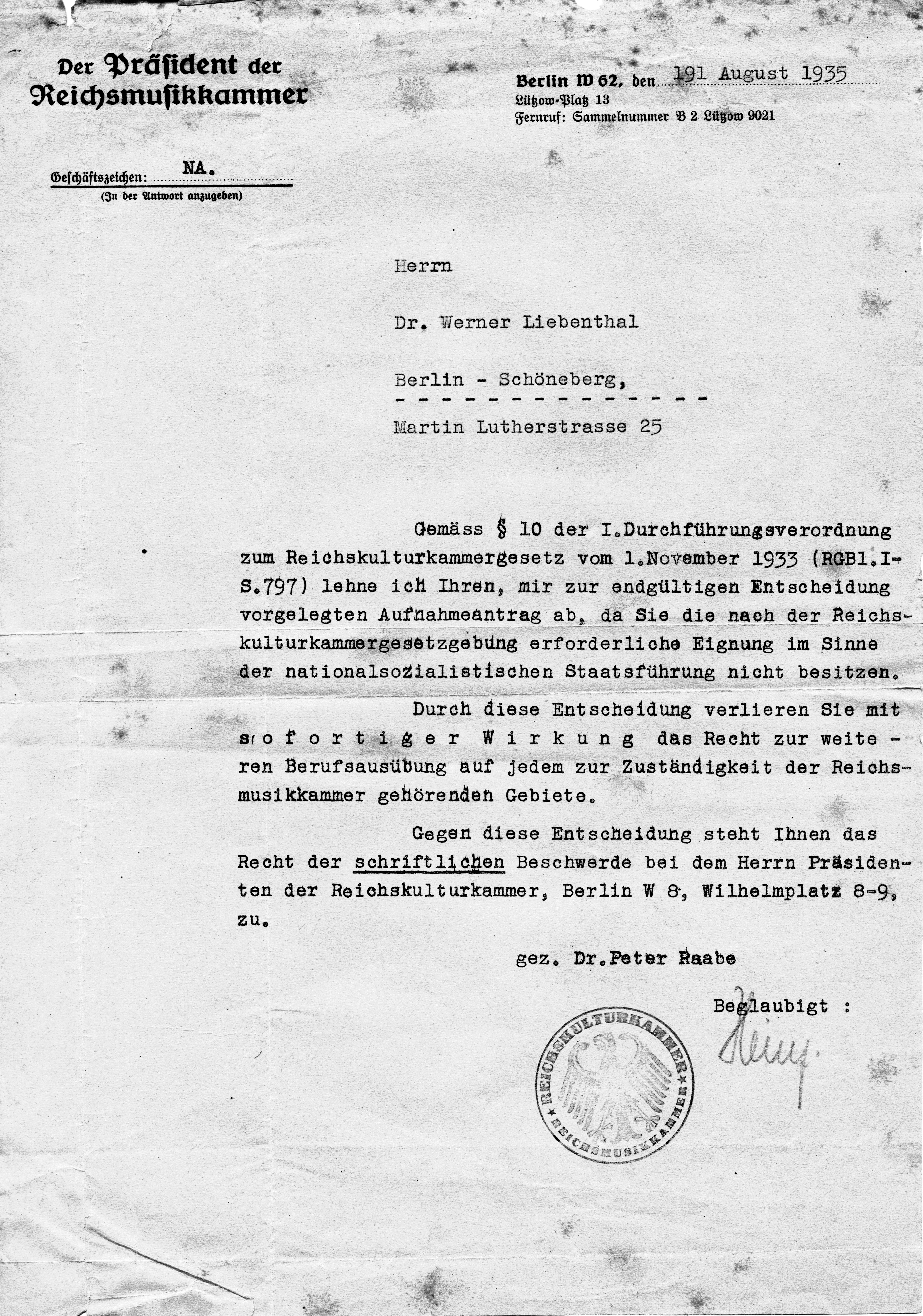
Carta que prohibeix al músic Werner Liebenthal d'exèrcir la professió de músic «per no tenir les capacitats professionals al sentit del govern nacionalsocialista» signat per Raabe

El 1935 Joseph Goebbels va nomenar-lo president de la Reichsmusikkammer (Cambra de música del Reich) com successor de Richard Strauss, considerat per Hitler com massa tou. Va començar la seva presidència amb l'expulsió de més de tres mil músics de la Cambra i prohibir que exerceixin la seva professió. Al seu llibre Kulturwille im deutsche Musikleben del 1936 va declarar obertament la seva pertinença al partit nazi i la ideologia völkisch.
Entre les seves obres hi figuren lieder i composicions per a piano, i ha publicat nombrosos treballs sobre música.